# يان إنجلاند
يان إنجلاند هو كاتب سيناريو ومنتج أفلام ومخرج وممثل كندي، ولد في 30 نوفمبر 1979 في مونتريال في كندا.

## ترشيحات
- جائزة الأوسكار لأفضل فيلم حي قصير

## وصلات خارجية
- يان إنجلاند على موقع IMDb (الإنجليزية)
- يان إنجلاند على موقع ألو سيني (الفرنسية)
- يان إنجلاند على موقع أول موفي (الإنجليزية)
- يان إنجلاند على موقع قاعدة بيانات الفيلم (الإنجليزية)
- يان إنجلاند على موقع كينوبويسك (الروسية)